# 5-Méthyluridine monophosphate
La 5-méthyluridine monophosphate (m5UMP), ou ribothymidine monophosphate (rTMP), est un ribonucléotide constitué de résidus de thymine et de ribose lié à un groupe phosphate. Son désoxyribonucléotide correspondant est la thymidine monophosphate.